# میرزفیلد
میرزفیلد (به انگلیسی: Maresfield) یک روستا و محله مدنی در بریتانیا است که در Wealden واقع شده‌است. میرزفیلد ۲۶٫۳ کیلومتر مربع مساحت و ۳٬۶۵۶ نفر جمعیت دارد.